# Thaer Bawab
Thaer Fayed al-Bawab (arabisch ثائر فايد البواب, DMG Ṯāʾir Fāyid al-Bawwāb; * 1. März 1985 in Amman) ist ein jordanisch-spanischer Fußballspieler libanesisch-palästinensischer Abstammung. Er besitzt auch die Staatsbürgerschaft Spaniens. Er spielt seit 2018 beim CS Concordia Chiajna in Rumänien.

## Kindheit
Thaer Bawab kam zwar in der jordanischen Hauptstadt Amman zur Welt, wanderte aber mit seiner Familie während seiner Kindheit nach Spanien aus und wuchs in der katalanischen Kleinstadt Cornellà de Llobregat auf.

## Karriere
Thaer Bawab begann mit dem Fußball in der Jugendabteilung von UE Cornellá. Danach wechselte er in die Jugend des Großklubs Real Madrid. Nach einer Odyssee in diversen Nachwuchsmannschaften des Hauptstadtklubs, der zweiten Mannschaft von FC Barcelona sowie bei den unterklassigen Klubs CE l’Hospitalet und CD Alfaro ging Bawab zu Beginn der Saison 2010/11 in die rumänische Liga und heuerte bei Gloria Bistrița an. Nach einem halben Jahr ging er zum Ligakonkurrenten Gaz Metan Mediaș. In der Saison 2011/12 sorgte er für Aufsehen, als er bei den Spielen in der dritten Qualifikationsrunde der UEFA Europa League, gegen den deutschen Bundesligisten 1. FSV Mainz 05, jeweils zum 1:1 traf. Der rumänische Klub schaffte am Ende das überraschende Weiterkommen.
Nachdem Thaer Bawap 2014 für zwei Monate zum Verein Al Ittihad Kalba SC aus den VAE gewechselt war, unterschrieb er beim rumänischen Erstligaaufsteiger CS Universitatea Craiova einen Vertrag bis Juli 2016. Im Januar 2016 nahm ihn Rekordmeister Steaua Bukarest unter Vertrag. Im Sommer 2016 schloss er sich dem katarischen Klub Umm-Salal SC an. Im Januar 2017 verpflichtete ihn Dinamo Bukarest.